# Peter Saraf
Peter Saraf est un producteur de cinéma américain. Il a fondé en 2004, il cofonde la compagnie de production cinématographique Big Beach avec Marc Turtletaub. Ils produiront la majorité de ses films, jusqu'à ce que Saraf quitte la compagnie en 2021. 

## Filmographie
- 2000 : Les Opportunistes (The Opportunists), de Myles Connell
- 2002 : La Vérité sur Charlie (The Truth About Charlie), de Jonathan Demme
- 2003 : L'Agronome, de Jonathan Demme
- 2005 : Tout est illuminé (Everything Is Illuminated), de Liev Schreiber
- 2006 : Little Miss Sunshine, de Jonathan Dayton et Valerie Faris
- 2007 : Chop Shop, de Ramin Bahrani
- 2008 : Sunshine Cleaning, de Christine Jeffs
- 2009 : Away We Go, de Sam Mendes
- 2011 : Our Idiot Brother, de Jesse Peretz
- 2013 : The Kings of Summer de Jordan Vogt-Roberts
- 2019 : L'Extraordinaire Mr. Rogers (A Beautiful Day in the Neighborhood) de Marielle Heller